# Fridrich III. Libnický
Fridrich (Bedřich) Libnický (německy Friedrich von Leibnitz, † 30. března 1338) byl v letech 1315 až 1338 kníže-arcibiskup salcburský jako Fridrich III.

## Život
24. října byl za nového arcibiskupa jednohlasně zvolen dosavadní katedrální probošt Fridrich Libnický (1315–1338). Pocházel ze starého salcburského ministeriálního rodu se sídlem na hradě Libnice (Leibnitz) a již během sedisvakance a nepřítomnosti svého předchůdce úspěšně vykonával svěřené úkoly.
Jako nově zvolený arcibiskup neprodleně odcestoval do Avignonu, aby zde dostal biskupské svěcení a převzal pallium. V Avignonu však Fridrich musel čekat déle než rok, neboť v téže době zemřel papež Klement V. a volba nového papeže se uskutečnila v roce 1316, kdy byl zvolen papež Jan XXII. Fridrich byl na biskupa vysvěcen a konsekrován teprve 25. listopadu.
Dlouhé čekání a pobyt v Avignonu byly spojené s velikými náklady a různými poplatky, které bylo možné (společně s dluhy Fridrichova předchůdce) splácet jen pomalu. Navíc dlouhá doba nepřítomnosti arcibiskupa v Salcburském knížectví začínala být nebezpečná. Jen s obtížemi se v téže době podařilo odvrátit vojenskou konfrontaci s Bavorskem. Fridrich okamžitě po svém návratu z Avignonu obnovil spojenectví s Rakouskem proti Hornímu a Dolnímu Bavorsku. Tím se ovšem konflikt mezi Rakouskem s jeho salcburským spojencem proti Dolnímu Bavorsku stal nevyhnutelným. Král Ludvík Bavorský v boji o německou královskou korunu naplánoval rozhodující bitvu na 28. října (1322). Na to Fridrich Rakouský, v očekávání, že vojsko jeho bratra ze Švábska bude v rozhodující čas na místě, přistoupil. Výsledek bitvy u Mühldorfu pak byl oproti všem očekáváním pro Rakousko katastrofální, arcibiskup Fridrich a vévoda Jindřich Rakouský byli zajati, stejně jako mnoho rakouských, a značná část salcburských rytířů. Následovaly vysoké válečné reparace, které byly postupně spláceny až do roku 1331. V roce 1324 obsadili Bavoři významné salcburské město Tittmoning, které zůstalo zrádně Bavorům otevřené. Salcburk pak byl nucen tyto državy znovu draze vykoupit.
Z důvodu nezvladatelného finančního stavu požádal Fridrich papeže o udělení souhlasu k zavedení subsidiární daně (daň z příjmů) v rámci salcburské církevní provincie, která byla úředně potvrzena 5. února 1327, ačkoli uplatňována byla již tři roky předtím. Zavedení této daně (resp. zákon o jejím zavedení ze dne 29. září 1328), byla první formou samostatného salcburské zemského zřízení, je považován za okamžik vzniku samostatného Salcburska.
Poslední roky panování knížete-arcibiskupa již byly poměrně klidné. Jím iniciované odvrácení se od mateřského Bavorska a příklon k Rakousku dostalo jeho arcidiecézi do obtížné situace. Postavení Salcburku coby hlavního sídla církevní provincie na jihovýchodě říše bylo značně oslabeno, jeho nástupcům se však pro diecézi podařilo zajistit status knížecího-arcibiskupství.
Fridrich Libnický zemřel 30. března 1338. Byl pochován v salcburské katedrále svatých Ruperta a Virgila vedle oltáře Svatého Kříže.